# 韓矯
韓 矯（かん きょう、生没年不詳）は、五胡十六国時代の前燕の人物。太原郡の出身。

## 生涯
鮮卑慕容部の大人慕容廆に仕え、遼東相に任じられていた。
331年9月、慕容廆の使者として、東夷校尉封抽ら30余人とともに東晋の太尉陶侃の元へ上奏文を届けた。慕容廆を大将軍に任じ、燕王に封じるようにとの請願であった。陶侃は返書を送り、この請願を朝廷の議題に上げる事を約束したが、朝廷で議決される事は無かった。
333年10月、征虜将軍慕容仁が鮮卑慕容部の大人慕容皝に反乱を起こした。遼東は慕容仁の支配下となり、韓矯は封抽・東夷護軍乙逸・玄菟郡太守高詡らと城を捨てて逃走した。
司馬に任じられた。
335年1月、慕容皝は左右司馬を置き、左司馬に任じられた。
これ以後の事績は、史書に記されていない。